# Rabenmütter
Rabenmütter ist eine deutsche Sketch-Comedy-Serie, die erstmals im September 2016 bei Sat.1 ausgestrahlt wurde. Sie zeigt Alltagsszenen der Mütter Ulrike (Milena Dreißig), Sabine (Mimi Fiedler), Lea (Anna Julia Kapfelsperger) und Viola (Friederike Kempter), die sich durch ihr ungewöhnliches Auftreten und Verhalten gegenüber ihren Kindern und Männern auszeichnen.

## Entstehung
Im Rahmen seiner Programmpräsentation im Juli 2016 kündigte der Sender Sat.1 die zwei neuen Sketch-Comedy-Serien Rabenmütter und Knallerkerle an. Schon im Juni 2016 wurde das Serienpilot von der Unique Media Entertainment GmbH gedreht.
Im August 2016 wurde schließlich u. a. die Besetzung bekannt. So wurden Friederike Kempter, Mimi Fiedler, Milena Dreißig und Anna Julia Kapfelsperger für die Rollen der Mütter verpflichtet. Die Regie übernimmt Jan Schomburg und als Headautor fungiert Elmar Freels. Von Juli bis November 2016 wurden acht Folgen der Serie gedreht und produziert.
| Figur     | Darsteller            | Beschreibung                                       |
| --------- | --------------------- | -------------------------------------------------- |
| Achim     | Benjamin Höppner      | Ehemann von Ulrike; Vater von Lucy und Klara       |
| Florian   | Christian Hockenbrink | Ehemann von Sabine; Vater von Karl, Emma und Neele |
| Christian | Dennis Herrmann       | Ehemann von Viola; Vater von Sarah und Tristan     |
| Neele     | Florina Tenelsen      | Älteste Tochter von Sabine und Florian             |
| Emma      |                       | Jüngste Tochter von Sabine und Florian             |
| Tristan   | Tim Becker            | Ältester Sohn von Viola und Christian              |
| Ben       | Giuseppe Bonvissuto   | Sohn von Lea                                       |
| Jack      | Davis Schulz          | Fahrer von Ben, Freund von Lea                     |
| Karl      | Jakob Reidenbach      | Sohn von Sabine und Florian                        |
| Sarah     | Amelie Lammers        | Jüngste Tochter von Viola und Christian            |
| Lucy      | Anna Lucia Gualano    | Älteste Tochter von Ulrike und Achim               |
| Klara     |                       | Jüngste Tochter von Ulrike und Achim               |

## Veröffentlichung
Im August 2016 gab Sat.1 bekannt, dass die erste vierteilige Staffel ab dem 23. September 2016 um 23:15 Uhr ausgestrahlt wird. Sie ist somit das Lead-Out der zweiten Staffel von der Spielshow Ran an den Mann. Im Januar 2017 wurde eigentlich angekündigt, dass die zweite vierteilige Staffel ab dem 17. März 2017 nach der Neuauflage der Comedyshow Genial daneben um 22:15 Uhr ausgestrahlt wird. Sie sollte im Rahmen der neuen Blockprogrammierung mit dem Namen Fun Freitag ausgestrahlt werden. Jedoch wurde ca. einen Monat später bekannt, dass der Sendestart um eine Woche nach vorne verschoben wurde, um somit nicht mit dem Auftakt der Jubiläumsstaffel von Let’s Dance zu kollidieren. Während die beiden letzten Folgen der ersten Staffel unter dem aktuellen Senderschnitt von Sat.1 waren, waren die restlichen Folgen der Serie weit über dem aktuellen Senderschnitt.
Im Pay-TV wurde die erste Staffel vom 7. bis zum 28. Januar 2017 samstags um 20:15 Uhr auf Sat.1 emotions wiederholt. Des Weiteren sind alle Folgen nach ihrer Erstausstrahlung auf dem Streaminganbieter maxdome, in der Sat.1 Mediathek sowie deren Nachfolgeangebot Joyn online verfügbar. Ende Oktober 2016 startete Studio 71 für die Sketchshow Rabenmütter einen eigenen YouTube-Kanal unter dem gleichnamigen Titel, der derzeit mehr als 120.000 Abonnenten  und über 128 Millionen Videoaufrufe  zählt.
2017 wurde Rabenmütter als  Beste Sketch-Show für den Deutschen Comedypreis nominiert.

### Staffel 1
Die Erstausstrahlung der ersten Staffel war vom 23. September bis zum 14. Oktober 2016 auf dem deutschen Sender Sat.1 zu sehen.
| Nr. (ges.) | Nr. (St.) | Originaltitel                                        | Erstausstrahlung Sat.1 | Zuschauer (ges.)  | Zuschauer (14–49 J.) |
| ---------- | --------- | ---------------------------------------------------- | ---------------------- | ----------------- | -------------------- |
| 1          | 1         | Mütter, wie sie unterschiedlicher nicht sein könnten | 23. Sep. 2016          | 1,28 Mio. (7,8 %) | 0,80 Mio. (12,6 %)   |
| 2          | 2         | Mütter dürfen Regeln brechen                         | 30. Sep. 2016          | 1,36 Mio. (7,7 %) | 0,84 Mio. (12,2 %)   |
| 3          | 3         | Mütter am Rande des Wahnsinns                        | 7. Okt. 2016           | 0,89 Mio.         | 0,49 Mio. (6,5 %)    |
| 4          | 4         | Rabenmütter sind die besten Mütter                   | 14. Okt. 2016          | 1,02 Mio.         | 7,7 %                |

### Staffel 2
Die Erstausstrahlung der zweiten Staffel wurde vom 10. bis zum 31. März 2017 von dem deutschen Sender Sat.1 gesendet.
| Nr. (ges.) | Nr. (St.) | Originaltitel                     | Erstausstrahlung Sat.1 | Zuschauer (ges.)  | Zuschauer (14–49 J.) |
| ---------- | --------- | --------------------------------- | ---------------------- | ----------------- | -------------------- |
| 5          | 1         | Rabenmütter kann man nur lieben   | 10. März 2017          | 1,68 Mio. (6,4 %) | 1,01 Mio. (11,0 %)   |
| 6          | 2         | Auf Rabenmütter ist immer Verlass | 17. März 2017          | 1,62 Mio. (6,0 %) | 0,97 Mio. (10,2 %)   |
| 7          | 3         | Rabenmütter sind etwas anders!    | 24. März 2017          | 1,87 Mio. (7,1 %) | 1,09 Mio. (11,7 %)   |
| 8          | 4         | Rabenmütter halten zusammen!      | 31. März 2017          | 1,70 Mio. (6,7 %) | 0,87 Mio. (10,1 %)   |

### Staffel 3
Die Erstausstrahlung der dritten Staffel wurde vom 29. November 2019 bis zum 6. November 2020 von den deutschen Sendern Sat.1 bzw. Sat.1 emotions (Folge 6) gesendet.
| Nr. (ges.) | Nr. (St.) | Originaltitel                                | Erstausstrahlung DE |
| ---------- | --------- | -------------------------------------------- | ------------------- |
| 9          | 1         | Rabenmütter haben immer Recht                | 29. Nov. 2019       |
| 10         | 2         | Rabenmütter kommen auch mal an ihre Grenzen  | 6. Dez. 2019        |
| 11         | 3         | Wenn die Bilderbücher kaputt sind…           | 13. Dez. 2019       |
| 12         | 4         | Nie wieder Rechnungen bezahlen – so einfach! | 31. Dez. 2019       |
| 13         | 5         | Wie sind denn eure Names, Bros?              | 14. Feb. 2020       |
| 14         | 6         | Ich wusste, dass du mir was verheimlichst!   | 4. Juli 2020        |
| 15         | 7         | Mütter haben eine dunkle Aura                | 30. Okt. 2020       |
| 16         | 8         | Babysitter                                   | 6. Nov. 2020        |